# Strategus mandibularis
Strategus mandibularis är en skalbaggsart som beskrevs av Sternberg 1910. Strategus mandibularis ingår i släktet Strategus och familjen Dynastidae. Inga underarter finns listade i Catalogue of Life.